# Световно първенство по алпийски ски
Световното първенство по алпийски ски (ски алпийски дисциплини) се организира от Международната федерация по ски (ФИС).
Първото световно първенство в алпийските дисциплини се провежда през 1931 година в Мюрен, Швейцария. До 1939 г. първенствата се провеждат всяка година, но Втората световна война води до тяхното прекъсване и възобновяване чак през 1948 г. Оттогава световните първенства по алпийски ски се провеждат през две години, с изключение на тези през 1985, 1996 и 1997 г. През периода 1948 - 1980 някои от тези първенства се провеждат в рамките на Зимните олимпийски игри, т.е. резултатите от съответната Олимпиада са и валидни за Световно първенство по алпийски ски. Този начин на провеждане е прекратен след 1980 г.
Световните първенства по алпийски ски са провеждани най-много пъти на европейския континент. Но домакини са били и Южна Америка - Чили, Северна Америка - САЩ и Азия - Япония. За първи път първенството е проведено извън Европа през 1950 г., когато домакин е Аспен, САЩ.
На първото световно първенство се състоят стартове в дисципините спускане и слалом за мъже и за жени. Още на следващото първенство се включва в програмата комбинацията (спускане + слалом). През 1950 г. дебют прави и гигантският слалом, а през 1987 г. се появява и супер гигантският слалом. Най-новата дисциплина, включена в програмата, е отборното състезание.
| година | място               | държава   | първенство                               | наименование                                                     |
| ------ | ------------------- | --------- | ---------------------------------------- | ---------------------------------------------------------------- |
| 1931   | Мюрен               | Швейцария | Световно първенство по алпийски ски 1931 | 1-во ФИС Световно първенство по алпийски ски 1931                |
| 1932   | Кортина д'Ампецо    | Италия    | Световно първенство по алпийски ски 1932 | 2-ро ФИС Световно първенство по алпийски ски 1932                |
| 1933   | Инсбрук             | Австрия   | Световно първенство по алпийски ски 1933 | 3-то ФИС Световно първенство по алпийски ски 1933                |
| 1934   | Сейнт Мориц         | Швейцария | Световно първенство по алпийски ски 1934 | 4-то ФИС Световно първенство по алпийски ски 1934                |
| 1935   | Мюрен               | Швейцария | Световно първенство по алпийски ски 1935 | 5-о ФИС Световно първенство по алпийски ски 1935                 |
| 1936   | Инсбрук             | Австрия   | Световно първенство по алпийски ски 1936 | 6-о ФИС Световно първенство по алпийски ски 1936                 |
| 1937   | Шамони              | Франция   | Световно първенство по алпийски ски 1937 | 7-о ФИС Световно първенство по алпийски ски 1937                 |
| 1938   | Енгелберг           | Швейцария | Световно първенство по алпийски ски 1938 | 8-о ФИС Световно първенство по алпийски ски 1938                 |
| 1939   | Закопане            | Полша     | Световно първенство по алпийски ски 1939 | 9-о ФИС Световно първенство по алпийски ски 1939                 |
| 1941   | Кортина д'Ампецо    | Италия    | Световно първенство по алпийски ски 1941 | ФИС Световно първенство по алпийски ски 1941                     |
| 1948   | Сейнт Мориц         | Швейцария | Световно първенство по алпийски ски 1948 | 10-о ФИС Световно първенство по алпийски ски 1948                |
| 1950   | Аспен               | САЩ       | Световно първенство по алпийски ски 1950 | 11-о ФИС Световно първенство по алпийски ски 1950                |
| 1952   | Осло                | Норвегия  | Световно първенство по алпийски ски 1952 | 12-о ФИС Световно първенство по алпийски ски 1952                |
| 1954   | Оре                 | Швеция    | Световно първенство по алпийски ски 1954 | 13-о ФИС Световно първенство по алпийски ски 1954                |
| 1956   | Кортина д'Ампецо    | Италия    | Световно първенство по алпийски ски 1956 | 14-о ФИС Световно първенство по алпийски ски 1956                |
| 1958   | Бад Гащайн          | Австрия   | Световно първенство по алпийски ски 1958 | 15-о ФИС Световно първенство по алпийски ски 1958                |
| 1960   | Скуау Вали          | САЩ       | Световно първенство по алпийски ски 1960 | 16-о ФИС Световно първенство по алпийски ски 1960                |
| 1962   | Шамони              | Франция   | Световно първенство по алпийски ски 1962 | 17-о ФИС Световно първенство по алпийски ски 1962                |
| 1964   | Инсбрук             | Австрия   | Световно първенство по алпийски ски 1964 | 18-о ФИС Световно първенство по алпийски ски 1964                |
| 1966   | Портильо            | Чили      | Световно първенство по алпийски ски 1966 | 19-о ФИС Световно първенство по алпийски ски 1966                |
| 1968   | Гренобъл            | Франция   | Световно първенство по алпийски ски 1968 | 20-о ФИС Световно първенство по алпийски ски 1968                |
| 1970   | Вал Гардена         | Италия    | Световно първенство по алпийски ски 1970 | 21-во ФИС Световно първенство по алпийски ски 1970               |
| 1972   | Сапоро              | Япония    | Световно първенство по алпийски ски 1972 | 22-ро ФИС Световно първенство по алпийски ски 1972               |
| 1974   | Сейнт Мориц         | Швейцария | Световно първенство по алпийски ски 1974 | 23-то ФИС Световно първенство по алпийски ски 1974               |
| 1976   | Инсбрук             | Австрия   | Световно първенство по алпийски ски 1976 | 24-то ФИС Световно първенство по алпийски ски 1976               |
| 1978   | Гармиш              | ФРГ       | Световно първенство по алпийски ски 1978 | 25-о ФИС Световно първенство по алпийски ски 1978                |
| 1980   | Лейк Плесид         | САЩ       | Световно първенство по алпийски ски 1980 | 26-о ФИС Световно първенство по алпийски ски 1980                |
| 1982   | Шладминг            | Австрия   | Световно първенство по алпийски ски 1982 | 27-о ФИС Световно първенство по алпийски ски 1982                |
| 1985   | Бормио              | Италия    | Световно първенство по алпийски ски 1985 | 28-о ФИС Световно първенство по алпийски ски 1985                |
| 1987   | Кранс Монтана       | Швейцария | Световно първенство по алпийски ски 1987 | 29-о ФИС Световно първенство по алпийски ски 1987                |
| 1989   | Вейл                | САЩ       | Световно първенство по алпийски ски 1989 | 30-о ФИС Световно първенство по алпийски ски 1989                |
| 1991   | Заалбах             | Австрия   | Световно първенство по алпийски ски 1991 | 31-во ФИС Световно първенство по алпийски ски 1991               |
| 1993   | Мориока             | Япония    | Световно първенство по алпийски ски 1993 | 32-ро ФИС Световно първенство по алпийски ски 1993               |
| 1996   | Сиера Невада        | Испания   | Световно първенство по алпийски ски 1996 | 33-то ФИС Световно първенство по алпийски ски 1996               |
| 1997   | Сестриере           | Италия    | Световно първенство по алпийски ски 1997 | 34-то ФИС Световно първенство по алпийски ски 1997               |
| 1999   | Вейл                | САЩ       | Световно първенство по алпийски ски 1999 | 35-о ФИС Световно първенство по алпийски ски 1999                |
| 2001   | Санкт Антон         | Австрия   | Световно първенство по алпийски ски 2001 | 36-о ФИС Световно първенство по алпийски ски 2001                |
| 2003   | Сейнт Мориц         | Швейцария | Световно първенство по алпийски ски 2003 | 37-о ФИС Световно първенство по алпийски ски 2003                |
| 2005   | Бормио              | Италия    | Световно първенство по алпийски ски 2005 | 38-о ФИС Световно първенство по алпийски ски 2005                |
| 2007   | Оре                 | Швеция    | Световно първенство по алпийски ски 2007 | 39-о ФИС Световно първенство по алпийски ски 2007                |
| 2009   | Вал д'Изер          | Франция   | Световно първенство по алпийски ски 2009 | 40-о ФИС Световно първенство по алпийски ски 2009                |
| 2011   | Гармиш-Партенкирхен | Германия  | Световно първенство по алпийски ски 2011 | 41-во Световно първенство по ски алпийски дисциплини на ФИС 2011 |

## Класиране по медали
- Водещ критерий: брой златни медали

| позиция | държава    | злато | сребро | бронз | общо |
| ------- | ---------- | ----- | ------ | ----- | ---- |
| 1       | Австрия    | 74    | 80     | 79    | 233  |
| 2       | Швейцария  | 57    | 59     | 52    | 168  |
| 3       | Франция    | 38    | 45     | 28    | 111  |
| 4       | Германия   | 32    | 33     | 41    | 106  |
| 5       | Италия     | 18    | 17     | 17    | 52   |
| 6       | Норвегия   | 18    | 17     | 11    | 46   |
| 7       | Швеция     | 17    | 4      | 12    | 33   |
| 8       | САЩ        | 16    | 17     | 27    | 60   |
| 9       | Канада     | 11    | 5      | 4     | 20   |
| 10      | Хърватия   | 6     | 0      | 1     | 7    |
| 11      | Лихтенщайн | 5     | 8      | 7     | 20   |
| 12      | Люксембург | 4     | 4      | 3     | 11   |
| 21      | Япония     | 0     | 1      | 1     | 2    |
| 22      | Румъния    | 0     | 1      | 0     | 1    |
| 23      | СССР       | 0     | 0      | 1     | 1    |
|         | Русия      | 0     | 0      | 1     | 1    |

- Бележка: Класирането по медали е според спечелените медали от представители на отделните държави на официалните световни първенства, организирани от Международната федерация по ски (ФИС). За класирането са взети предвид всички спечелени медали от първото световно първенство по алпийски ски Мюрен 1931 до Вал д'Изер 2009.